# القيصرية (الكويت)
القيصرية، مجمع تجاري قديم يقع بمحافظة الجهراء بدولة الكويت بني في بداية السبعينات ويعتبر أول سوق حديث بالمحافظة.